# Piula gorja-roja
La piula gorja-roja o piula gola-roja (Anthus cervinus), coneguda al País Valencià com titeta gola-roja, i a les illes com titina gola-roja, és un ocell de la família dels motacíl·lids (Motacillidae) i l'ordre dels passeriformes, que cria a l'extrem nord d'Europa i Àsia, fins al nord d'Alaska. Es tracta d'un migrant de llarga distància que en hivern es desplaça fins a l'Àfrica subsahariana, Àsia meridional i Oriental i costa occidental dels EUA. A Europa occidental es presenta com a divagant. Als països catalans és considerat un migrant rar i es produeixen escassos albiraments normalment en primavera, durant el pas prenupcial.